# Lopezus nanus
Lopezus nanus is een insect uit de familie van de mierenleeuwen (Myrmeleontidae), die tot de orde netvleugeligen (Neuroptera) behoort. 
Lopezus nanus is voor het eerst wetenschappelijk beschreven door Krivokhatsky in 1990.